# 田福德
田福德（1963年12月—），湖南张家界人。1984年10月加入中国共产党。吉首大学数学系毕业，中共中央党校经济管理专业研究生。历任湖南省桑植县沙塔坪乡副乡长；中共湘西州纪委办公室副主任、党性党风党纪教育科科长；共青团湘西州委副书记、书记，湖南省宣传部长、青农部长、副书记；中共娄底市委常委、组织部长、总工会主席等职。2005年1月任娄底市人民政府常务副市长，2010年1月任中共娄底市委副书记，2011年9月任中共湖南省委政法委副书记。